# 1995-ös Formula–1 francia nagydíj
A francia nagydíj volt az 1995-ös Formula–1 világbajnokság hetedik futama.

## Futam
A francia nagydíjon Hill szerezte meg a pole-t Schumacher és Coulthard előtt. A rajtnál a brit megtartotta a vezetést. Rubens Barrichello megelőzte Coulthardot, de a 11. körben a brazil büntetést kapott, mivel kiugrott a rajtnál. Miután Alesi nekiütközött Herbertnek, Bergernek ki kellett kerülnie őket, így Martin Brundle mindegyiküket megelőzte. Schumacher első boxkiállása után olyan gyors köröket autózott, hogy második kiállásánál a jobb első kerék problémájának ellenére is az élre tudott visszaállni. A német győzött, mögötte Hill és Coulthard ért célba.
| Helyezés | #  | Versenyző                | Csapat/Motor       | Futott körök | Idő/Kiesés oka  | Rajthely | Pontszám |
| -------- | -- | ------------------------ | ------------------ | ------------ | --------------- | -------- | -------- |
| 1        | 1  | Michael Schumacher       | Benetton-Renault   | 72           | 1:38:28,429     | 2        | 10       |
| 2        | 5  | Damon Hill               | Williams-Renault   | 72           | +31,309         | 1        | 6        |
| 3        | 6  | David Coulthard          | Williams-Renault   | 72           | +1:02,826       | 3        | 4        |
| 4        | 25 | Martin Brundle           | Ligier-Mugen-Honda | 72           | +1:03,293       | 9        | 3        |
| 5        | 27 | Jean Alesi               | Ferrari            | 72           | +1:17,869       | 4        | 2        |
| 6        | 14 | Rubens Barrichello       | Jordan-Peugeot     | 71           | +1 kör          | 5        | 1        |
| 7        | 8  | Mika Häkkinen            | McLaren-Mercedes   | 71           | +1 kör          | 8        |          |
| 8        | 26 | Olivier Panis            | Ligier-Mugen-Honda | 71           | +1 kör          | 6        |          |
| 9        | 15 | Eddie Irvine             | Jordan-Peugeot     | 71           | +1 kör          | 11       |          |
| 10       | 30 | Heinz-Harald Frentzen    | Sauber-Ford        | 71           | +1 kör          | 12       |          |
| 11       | 7  | Mark Blundell            | McLaren-Mercedes   | 70           | +2 kör          | 13       |          |
| 12       | 28 | Gerhard Berger           | Ferrari            | 70           | +2 kör          | 7        |          |
| 13       | 24 | Luca Badoer              | Minardi-Ford       | 69           | +3 kör          | 17       |          |
| 14       | 9  | Gianni Morbidelli        | Footwork-Hart      | 69           | +3 kör          | 16       |          |
| 15       | 4  | Mika Salo                | Tyrrell-Yamaha     | 69           | +3 kör          | 14       |          |
| 16       | 22 | Roberto Moreno           | Forti-Ford         | 66           | +6 kör          | 24       |          |
| HN       | 17 | Andrea Montermini        | Pacific-Ilmor      | 62           | Helyezés nélkül | 21       |          |
| Kiesett  | 29 | Jean-Christophe Boullion | Sauber-Ford        | 48           | Váltó           | 15       |          |
| Kiesett  | 16 | Bertrand Gachot          | Pacific-Ilmor      | 24           | Váltó           | 22       |          |
| Kiesett  | 23 | Pierluigi Martini        | Minardi-Ford       | 23           | Váltó           | 20       |          |
| Kiesett  | 2  | Johnny Herbert           | Benetton-Renault   | 2            | Kicsúszás       | 10       |          |
| Kiesett  | 10 | Inoue Taki               | Footwork-Hart      | 0            | Ütközés         | 18       |          |
| Kiesett  | 3  | Katajama Ukjó            | Tyrrell-Yamaha     | 0            | Ütközés         | 19       |          |
| Kiesett  | 21 | Pedro Diniz              | Forti-Ford         | 0            | Kicsúszás       | 23       |          |

## A világbajnokság élmezőnyének állása a verseny után
| H  | Versenyzők         | Pont | H  | Konstruktőrök    | Pont |
| -- | ------------------ | ---- | -- | ---------------- | ---- |
| 1. | Michael Schumacher | 46   | 1. | Benetton-Renault | 48   |
| 2. | Damon Hill         | 35   | 2. | Ferrari          | 43   |
| 3. | Jean Alesi         | 26   | 3. | Williams-Renault | 42   |
| 4. | Gerhard Berger     | 17   | 4. | Jordan-Peugeot   | 13   |
| 5. | David Coulthard    | 13   | 5. | McLaren-Mercedes | 8    |

- A Benetton-Renault  és a Williams-Renault csapatok szabálytalan üzemanyag használata miatt nem kapták meg az brazil nagydíjon a nekik járó pontokat.

## Statisztikák
Vezető helyen:
- Damon Hill: 21 (1-21)
- Michael Schumacher: 51 (22-72)

Michael Schumacher 14. győzelme, 19. leggyorsabb köre, Damon Hill 7. pole-pozíciója.
- Benetton 18. győzelme.